# Maska przeciwgazowa M9

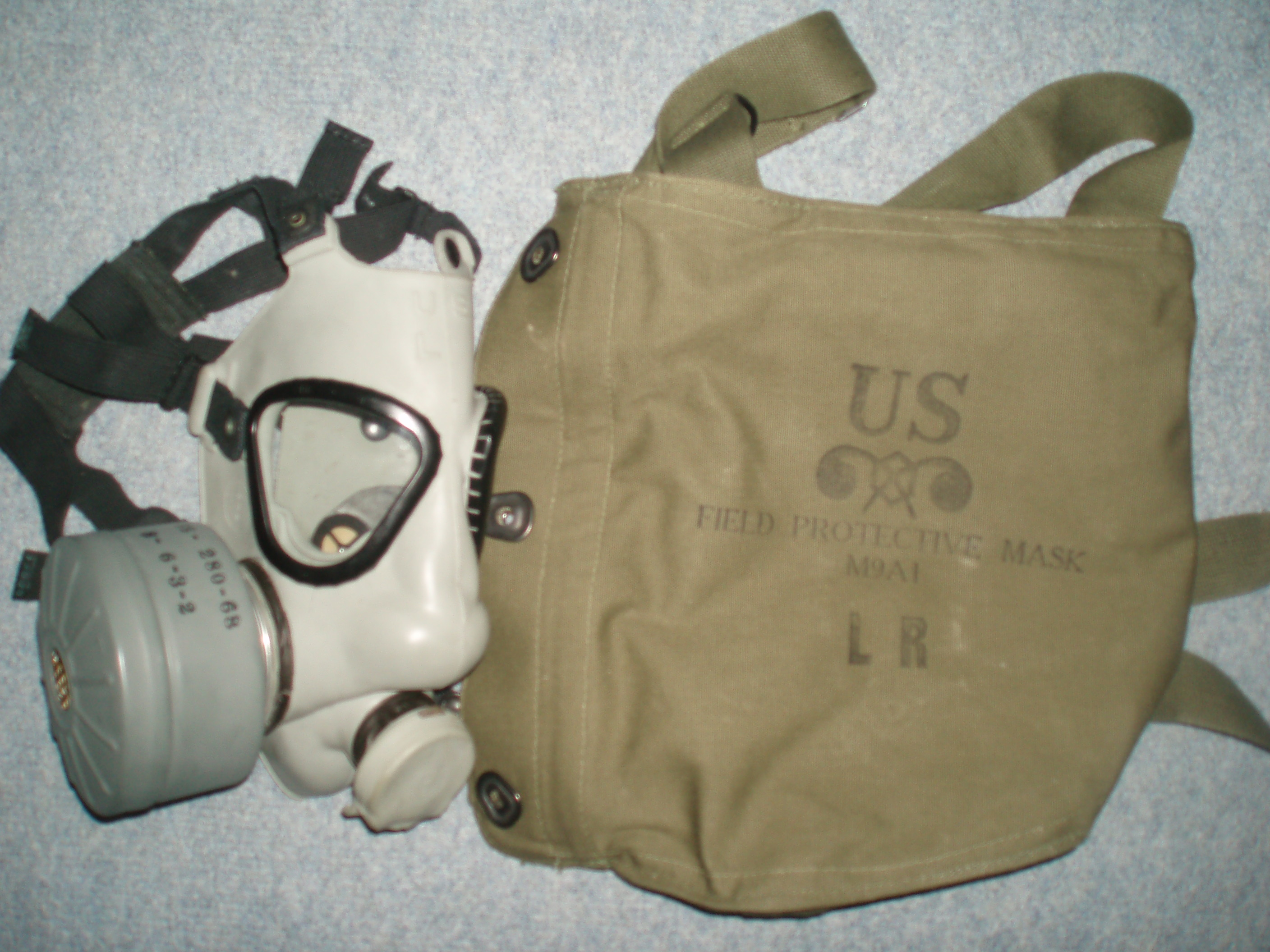
Maska M9A1 z pokrowcem

Maska przeciwgazowa M9 - amerykańska wojskowa maska przeciwgazowa używana w latach 1947-1959. Zastąpiona przez maskę M17.
Maska M9 jest rozwinięciem drugowojennej maski M5. W konstrukcji części twarzowej zastosowano lepszą gumę, która pozostawała elastyczna w niskich temperaturach. Filtropochłaniacz w postaci puszki umieszczono z boku - ułatwiało to strzelanie. Maski występowały w dwóch wersjach: dla leworęcznych oraz dla praworęcznych. Różniły się one miejscem umieszczenia pochłaniacza - po lewej lub po prawej stronie. Wczesne wersje maski M9 były koloru czarnego, później maski produkowano w kolorze szarym i zielonym.
Maska M9 występowała w trzech rozmiarach: S, M i L. 
W roku 1951 wprowadzono wersję M9A1. Zmiany dotyczyły tylko pokrowca.